# 스테판 바지
스테판 디아라 바지(프랑스어: Stéphane Diarra Badji, 1990년 1월 18일 ~ )는 키프로스 클럽 오모니아 아라디포에서 미드필더로 활약한 세네갈의 프로 축구 선수이다.
바지는 2012년 세네갈에서 노르웨이로 이적하여 송달과 계약했다. 이듬해 SK 브란에 합류하여 두 시즌을 보낸 후 2014년 튀르키예 클럽 이스탄불 바샥셰히르로 이적했다.

## 구단 경력
바지는 에콜 드 풋볼 마마두 파예에서 그의 형제 이스마일라 디아라 바지와 함께 경력을 시작했다. 2007-2008년 시즌 겨울, 그는 형제와 함께 마마두 파예 축구 학교를 떠나 세네갈 프리미어리그 팀인 샴샴에 합류했다.
성공적인 첫 프로 시즌을 보낸 바지 형제는 2009년 봄에 카사 스포르와 계약했다. 2011년 12월 31일, 그의 클럽 카사 스포르를 떠나 오늘날 카사 스포르에서 뛰고 있는 형 없이 엘리테세리엔 클럽 송달 포트발과 계약했다.
2013년 3월 1일, 그는 SK 브란과 4년 계약을 체결했다.
2019년 6월 28일, 바지는 루도고레츠 라즈그라드와 계약을 체결했다.
2022년 2월 2일, 바지는 에위프스포르와 계약을 체결했다.
2023년 7월 17일, 바지는 올림피아코스 니코시아와 1년 계약을 체결하고 클럽의 주장으로 임명되었다.

## 국가대표팀 경력
바지는 런던의 2012년 하계 올림픽에서 세네갈 U-23 국가대표팀으로 활약했다. 그는 2011년 11월에 첫 세네갈 국가대표팀에 선발되어 2011년 UEMOA 토너먼트에 출전했다.
배지는 2012년부터 2015년까지 세네갈에서 21번의 팀 선발을 받았지만, 득점하지 못했다.
그는 2012년 2월 29일, 남아프리카 공화국과의 친선 경기에서 첫 국가대표팀 경기를 치렀다. 이후 2014년 FIFA 월드컵 예선에 복귀하기 위해 5경기에 출전했다.